# 811 Наухайма
811 Наухайма (811 Nauheima) — астероїд головного поясу, відкритий 8 вересня 1915 року.
Тіссеранів параметр щодо Юпітера — 3,283.